# Отке
Отке (1913—1955) — советский государственный и политический деятель, председатель Чукотского окружного исполнительного комитета.

## Биография
Родился в 1913 году в Уэлене Камчатской области (ныне — Чукотский автономный округ). Член ВКП(б) с 1941 года.
Окончил 4 класса Уэленской школы и одновременно работал там уборщиком. Прошёл обучение на курсах радистов-мотористов.
В 1934—1954 гг.:
- радист-моторист рыболовной шхуны,
- воспитатель интерната Хатырской начальной школы,
- 1937—1938 учёба в Институте народов Севера в Ленинграде
- заведующий пушным магазином,
- заведующий торговым отделением острова Ратманова Чукотского национального округа,
- охоторганизатор, с 1941 г. заместитель директора Чукотской районной торговой конторы,
- 1943—1947 председатель Чукотского райисполкома,
- 1947—1954 председатель Чукотского окружного исполкома.

Избирался депутатом Верховного Совета СССР 2-го и 3-го созыва.
Награждён орденом Ленина (декабрь 1950).
Умер в 1955 году.